# Anna Piaggi
Anna Piaggi, född 22 mars 1931 i Milano, död 7 augusti 2012 i Milano, var en italiensk modeskribent för italienska Vogue, tillika stylist och modeikon.
Hennes far var butiksansvarig och inköpare för La Rinascente-varuhuset i Milano. Hon skickades tidigt till internat och var sedan utomlands som au pair. Tillbaka i Milano arbetade hon som översättare på en pressagentur där hon träffade sin blivande man, modefotografen Alfa Castaldi.
Under 1960-talet bodde hon i London och där började hon på allvar bygga sin samling av kläder. Under 1960-talet började hon också arbeta som moderedaktör på tidningen Arianna för att på 1980-talet värvas till Condé Nasts publikation Vanity för att sedan börja som frilansskribent för italienska Vogue. Under senare tid skrev hon även pressreleaser för några av de stora italienska modehusen som Missoni och Prada och hon designade själv kläder.
Men det som Anna Piaggi framför allt har blivit känd för är inte sitt arbete utan snarare att hon är en levande utställning där hennes kläder alltid är valda utifrån den kontext där hon befinner sig. Hon anses vara en av de mest excentriska och stilmedvetna personligheterna inom modevärlden där hennes inflytande är oomtvistat. Hennes kolumn där hon skriver om trender i italienska Vogue är idag obligatorisk läsning för världens alla modedesigners.
I februari 2006 öppnade utställningen Anna Piaggi Fashion-ology  på Victoria and Albert Museum i London.

## Böcker
- Karl Lagerfeld: A Fashion Journal, Anna Piaggi, Karl Lagerfeld. Thames and Hudson, 1986. ISBN 0-500-01395-0.
- Lagerfeld's Sketchbook: Karl Lagerfeld's Illustrated Fashion Journal of Anna Piaggi, Karl Lagerfeld. Weidenfeld & Nicholson, 1988. ISBN 1-55584-019-1.
- Africa Di Missoni Per Italia 90, Anna Piaggi, Gianni Brera. Edizioni Electa, 1990. ISBN 88-435-3410-6.
- Anna Piaggi's Fashion Algebra, Anna Piaggi. Thames and Hudson, 1998. ISBN 0-500-01876-6.
- D.P. Doppie pagine di Anna Piaggi in Vogue, Anna Piaggi. Leonardo Arte, 1998. ISBN B0000EI0DR.
- Manolo Blahnik Drawings, Anna Wintour, Michael Roberts, Anna Piaggi, Andre Leon Talley, Manolo Blahnik. Thames and Hudson, 2003. ISBN 0-500-28413-X.
- Anna Piaggi Fashion-ology, Judith Clark (editor). Victoria and Albert Museum, 2006. ISBN 0-9552335-0-X / ISBN 978-0-9552335-0-0.